# Region Północny (Kamerun)

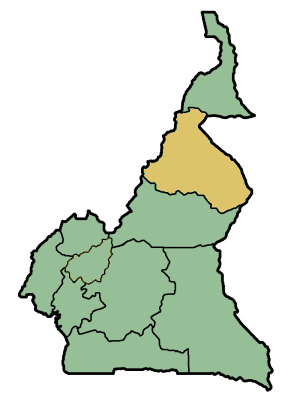
Położenie Regionu Północnego na mapie Kamerunu

Region Północny (ang. North Region, fr. Région du Nord) – region Kamerunu. Jego stolica to Garoua. Obszar 65 576 km² zamieszkuje około 832 tys. ludzi (1987). 

## Geografia

### Warunki wodne
Na charakter wszystkich rzek regionu istotny wpływ ma klimat. Intensywne opady w porze deszczowej zwiększają poziom wód i mogą powodować powodzie, na co szczególnie podatne są Benue, Mayo Oulo i Mayo Godi. Z kolei w porze suchej poziom wód obniża się, co uniemożliwia żeglugę śródlądową. Niektóre mniejsze rzeki wysychają zupełnie.
Benue jest głównym szlakiem wodnym północnej części kraju. Najważniejszym portem jest ten w Garoua. Benue wpływa na teren regionu z Wyżyny Adamawa, po czym jest zasilana przez Mayo Rey, Mayo Kebi, Mayo Louti i inne. Rzeka wyrzeźbiła dolinę Benue. Te rzeki leżą w dorzeczu Nigru.
Zalew Lagdo powstały po wzniesieniu zapory zbiera wody Benue. Hydroelektrownia wybudowana przy okazji jest ważnym źródłem energii eletrycznej dla trzech północnych regionów. Okoliczni mieszkańcy pozyskują z akwenu ryby.
Inną ważną rzeką jest Vina, mające swe źródło w regionu Adamawa, a będąca dopływem Logon. Jej dopływem jest Mbéré. Te rzeki leżą w zlewni Jeziora Czad.

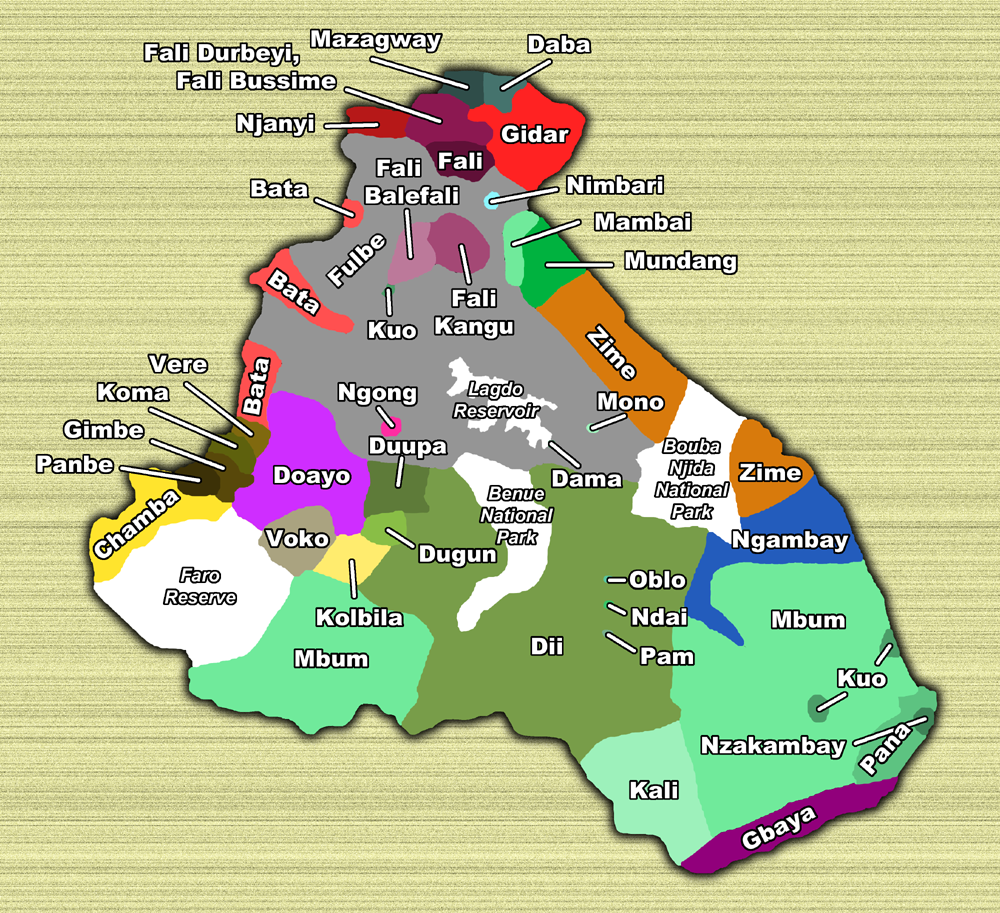
Rozmieszczenie poszczególnych grup etnicznych na terenie regionu

## Gospodarka

### Transport
Transport w regionie odbywa się po dość dobrze rozbudowanej sieci dróg, z których duża część jest utwardzona.
Po regionie można również podróżować samolotem. W Garoua znajduje się międzynarodowe lotnisko, zaś w Poli, Tcholliré i Guider są lotniska lokalne.
Rzeka Benue jest żeglowna w porze deszczowej od Garoua aż do Port Harcourt w Nigerii.

## Administracja i warunki społeczne

### Administracja lokalna

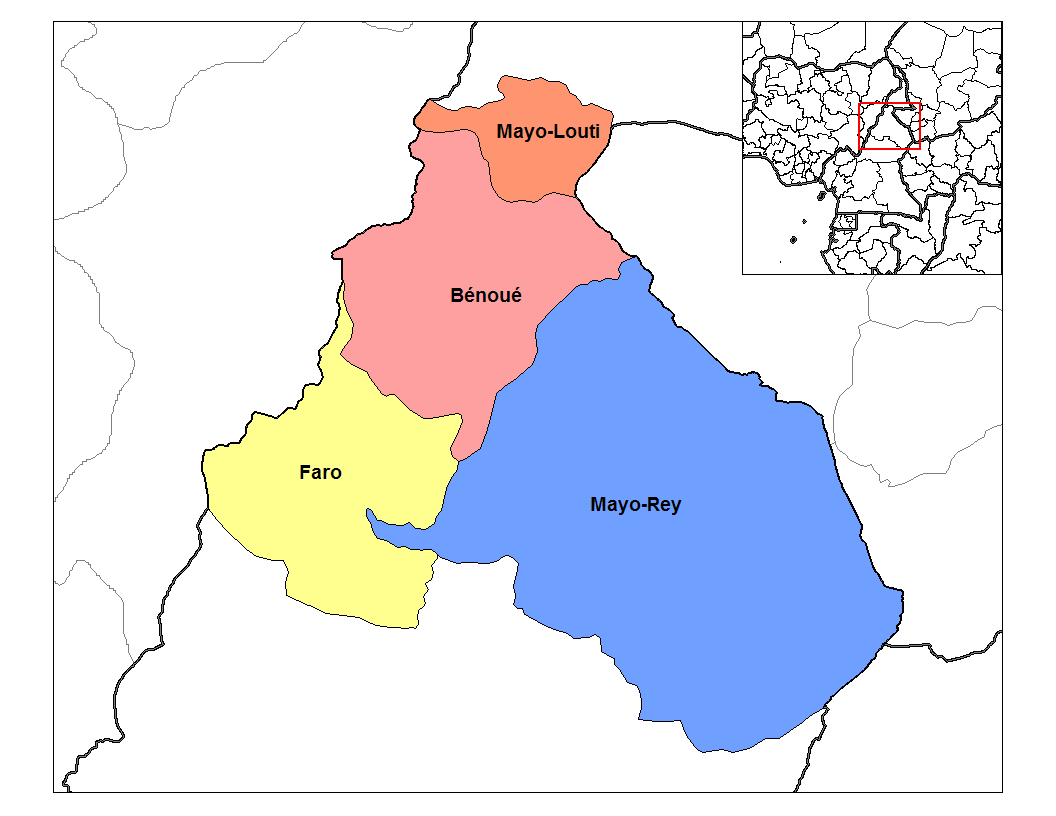
Departamenty Regionu Północnego

Region jest podzielony na cztery departamenty: Benue ze stolicą w Garoua, Faro ze stolicą w Poli, Mayo-Louti ze stolicą w Guider i Mayo-Rey ze stolicą w Tcholliré. Na czele regionu stoi mianowany przez prezydenta gubernator. Na czele departamentu stoi, także mianowany przez prezydenta, prefekt.